# Piotrków Pierwszy
Piotrków Pierwszy je vesnice v gmině Jabłonna v okrese Lublin v polském Lublinském vojvodství. Leží na říčce Czerniejówka a na silnici z Lublinu do Biłgoraje. Je to původem královská ves, která v roce 1388 obdržela magdeburské městské právo od Vladislava II. Jagellonského.

## místo
Piotrków leží Czerniejówką.
To se nachází v centrální části Lublinu v okrese Lublin v obci Jablonná. Obydlena asi 2500 osob (Piotrków první, druhé a Kolín nad Rýnem).
Piotrków se nachází na důležité dopravní cesty:
- cesta 835 Lublin - Bilgoraj - Przemyśl
- cesta 836 Bychawa - Piaski

Vzdálenost od velkých městských center:
- Lublin - 21 km
- Bychawa - 8 km
- Sands - 16 km

V obci jsou:
- Krista Dobrého Pastýře farnost v Piotrków;
- Městské kulturní středisko (GCK);
- základní škola, škola;
- veřejné školky;
- Sportovní PLKS "PIOTRCOVIA" Piotrków;
- dobrovolných hasičů .